# Fuso mitótico
O fuso mitótico ou fuso acromático é uma estrutura celular temporária, constituída por microtúbulos.
É uma  pequena e media estrutura do citosqueleto das células eucariotas, envolvida na mitose e na meiose. Durante a meiose leva o nome de fuso meiótico. A sua função é a de separar os cromossomos durante a divisão celular de modo a que sejam incluídos nas células-filha. É constituído por feixes de microtúbulos que se alinham longitudinalmente e que no conjunto apresentam uma forma do tipo elipsoide.
O fuso orienta os cromossomos para que fiquem centralizados no equador da célula durante a metáfase da mitose. Só existe nas células animais, juntamente com os centríolos, nas células vegetais aparece sem os centríolos.
o aparelho mitótico de células animais é constituído de dois componentes: o áster e o fuso acromático. O áster é um feixe de fibras microtubulares, disposto como raios que partem de cada centrossomo localizado nos polos da célula em divisão, a função do áster é dar estabilidade para os centríolos, assim os mantendo naquela posição. O fuso acromático é outra estrutura microtubular que se estende de um polo a outro da célula, também em divisão.